# Comburant

Symbole du système général harmonisé de classification et d'étiquetage des produits chimiques indiquant un produit chimique comburant.

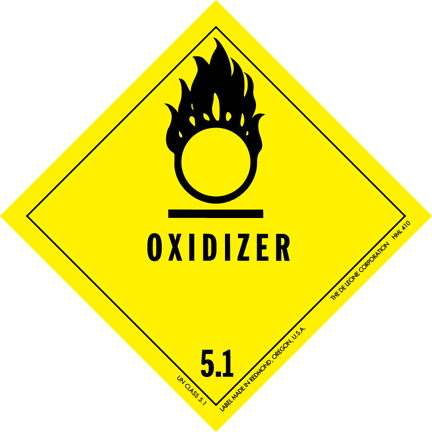
Étiquette de danger pour le transport d'agents oxydants.

Un comburant (du latin comburere: « brûler ») est une substance chimique qui a pour propriété de permettre la combustion d'un combustible,. 
Par exemple, dans un feu de bois, le dioxygène de l'air est le comburant, et le bois est le combustible.

## Combustion
La combustion est un phénomène physico-chimique d'oxydation exothermique rapide, qui fait intervenir un réactif réducteur (combustible), et un réactif oxydant (comburant). Un mélange approprié de comburant et de combustible peut entraîner une combustion, un incendie en présence d'une source d'ignition (étincelle, point chaud, flamme, etc.), le comburant étant l'un des trois éléments du triangle du feu.
Dans la combustion (qui est une réaction d'oxydoréduction), le comburant est l'oxydant, tandis que le combustible est le réducteur.

## Sources
Dans un feu, le dioxygène de l'air réagit avec le combustible (charbon, gaz, alcool, etc.) et la température de la flamme permet l'auto-entretien de la combustion. Dans une combustion contrôlée, le comburant peut être pris dans le milieu (ex. : prise d'air d'un moteur à combustion interne qui amène le dioxygène de l'air dans la chambre de combustion). 
Dans certains cas, lorsque le milieu ne contient pas assez de comburant pour que la réaction chimique continue, on le stocke dans un réservoir et on le distribue en même temps que le carburant qui sert de combustible. C'est le cas notamment dans l'espace où les moteurs-fusées sont alimentés à la fois en carburant (dihydrogène, kérosène, hydrazine, etc.) et en comburant (dioxygène, peroxyde d'azote, etc.). Les chalumeaux oxyacétyléniques utilisent une bouteille de dioxygène comprimé pour que la combustion soit complète donc plus chaude.

## Principaux comburants
Quelques exemples de produits comburants usuels :
- gaz comburant (gaz capable, généralement en fournissant de l’oxygène, de provoquer ou de favoriser la combustion d’autres matières)
  - Dioxygène O2
  - Ozone O3
  - Halogènes : difluor, dichlore

- liquides comburants (mélange liquide qui, sans être nécessairement combustible peut, en général en cédant de l’oxygène (O), provoquer ou favoriser la combustion d’autres matières)
  - Peroxydes
    - Eau oxygénée H2O2

  - Oxydes d'azote
    - Tétraoxyde de diazote N2O4

  - Persulfates
  - Acide nitrique HNO3
  - Acide perchlorique HClO4
  - Halogènes : dibrome

- matière solide comburante (substance ou un mélange solide qui, sans être nécessairement combustible peut, généralement en cédant de l’oxygène (O), provoquer ou favoriser la combustion d’autres matières)
  - Halogènes : diiode
  - Hypochlorite et autre hypohalogène
  - chlorite, chlorate, perchlorate et autre composé oxydé d'halogènes
  - Nitrates
    - Nitrate de potassium KNO3 ou salpêtre

  - Nitrite de sodium NaNO2
  - Bromate de potassium KBrO3
  - Permanganate de potassium KMnO4[3]
  - Oxydes métalliques (notamment oxydes de fer ou de cuivre)

## Représentation

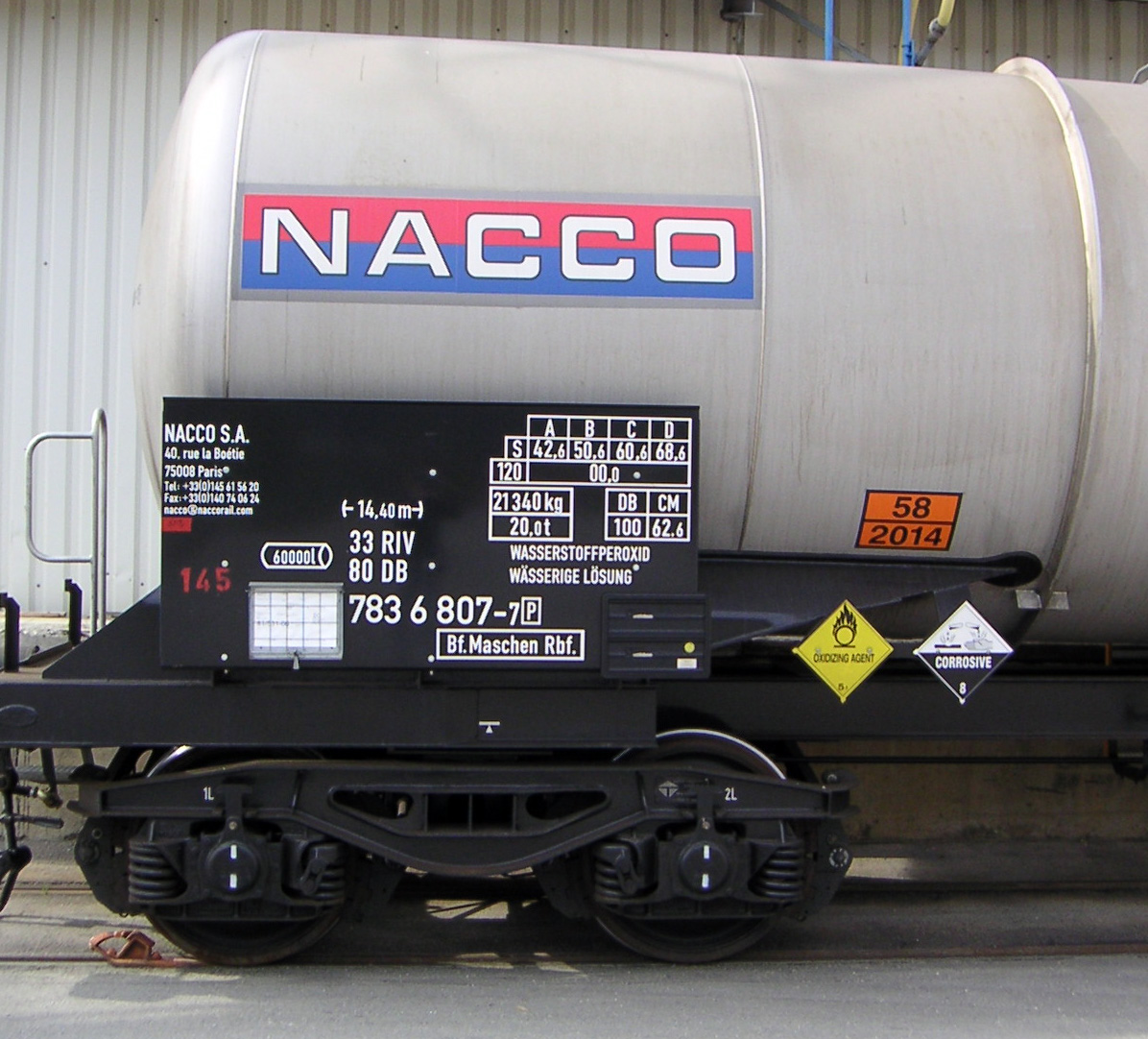
Un panneau orange de transport de matières dangereuses sur un wagon-citerne concerné par le RID, dont le code de danger « Kemler » (chiffre du haut : 58) indique qu'il s'agit d'un produit à la fois comburant (5) et corrosif (8). Le code ONU (chiffre du bas : 2014) indique qu'il s'agit de peroxyde d'hydrogène.

- Le système général harmonisé de classification et d'étiquetage des produits chimiques lui attribue le code SGH03 et le symbole d'un cercle dans une flamme.
- Dans le cadre de transport de matières dangereuses, l'accord relatif au transport international des marchandises dangereuses par route (ADR) utilise la liste des codes Kemler pour lui attribuer le chiffre 5 dans ses étiquettes de dangers et panneaux orange d'identification.